# Stephen Batchelor
Stephen Batchelor (Dundee, Escocia, 7 de abril de 1953) es un profesor y escritor budista, que se ha convertido en un referente del movimiento de Budismo Secular.

## Biografía
Stephen Batchelor nació en Dundee, Escocia en 1953. Creció en un ambiente humanista con su madre y su hermano David en Watford,  al noroeste de Londres. Después de completar su educación secundaria en Watford Grammar School, en febrero de 1972, a la edad de dieciocho años, se embarcó en un viaje por Europa y Asia, llegando finalmente a la India. Allí se instaló en la ciudad de Dharamsala, lugar de residencia del Dalai Lama en el exilio, y comenzó a estudiar con Geshé Ngawang Dhargyey en la Biblioteca de Obras y Archivos Tibetanos. Fue ordenado monje novicio en la tradición Gelug en 1974. Unos meses después de la ordenación, asistió a un retiro de meditación Vipassana de diez días con el maestro indio S.N. Goenka, que demostró ser una influencia duradera en su práctica y despertó su curiosidad por otras tradiciones del budismo.
Dejó la India en 1975 para estudiar filosofía y doctrina budista tibetana bajo la dirección de Geshe Rabten, primero en el Instituto Tíbet Rikon y luego en Le Mont-Pèlerin (ambos en Suiza), donde ayudó a Geshé Rabten a establecer el Tharpa Choeling ( ahora Rabten Choeling). Al año siguiente recibió la ordenación completa como monje. En 1979 se trasladó a Alemania como traductor de Geshé Thubten Ngawang en el Tibetisches Institut de Hamburgo.
En abril de 1981, Batchelor viajó al monasterio de Songgwangsa en Corea del Sur para entrenarse en budismo zen bajo la dirección de Kusan Suni. En el monasterio, conoció a Martine Fages, una francesa que se había ordenado monja en 1975. Permaneció en Corea hasta el otoño de 1984, cuando partió en peregrinación a lugares budistas en Japón, China y Tíbet.
Tras la muerte de Kusan Sunim, Batchelor y Martine Fages dejaron los hábitos en febrero de 1985 y se casaron en Hong Kong, luego regresaron a Inglaterra y se unieron a la comunidad Sharpham North cerca de Totnes, Devon. En el transcurso de los siguientes quince años, Batchelor vivió en Sharpham, se convirtió en coordinador de Sharpham Trust (1992) y cofundador del Sharpham College for Buddhist Studies and Contemporary Inquiry (1996). A lo largo de este período, trabajó como capellán budista en la prisión de Channings Wood. Desde 1990 ha sido profesor guía en el centro de meditación Gaia House en Devon y desde 1992 editor colaborador de Tricycle: The Buddhist Review. En agosto de 2000, Martine y él se mudaron a Aquitania, Francia, donde viven en un pueblo cerca de Burdeos.
Como autor y maestro budista laico, ha dirigido cada vez más su atención a las primeras enseñanzas del budismo registradas en el Canon Pali. Concibe al budismo como una práctica ética, más que como un sistema metafísico basado en creencias.

Batchelor es miembro del cuerpo de profesores del Bodhi College, que se centra en la  interpretación los primeros textos del budismo, como el Canon Pali, de una manera que sea aplicable al mundo moderno.
También es miembro del consejo asesor del Center for Pragmatic Buddhism
Tres de sus últimos libros: The Art of Solitude (2020), Secular Buddhism (2018) y After Buddhism (2017), han sido publicados por la Yale University Press. Esta editorial es el órgano oficial de publicaciones de la Universidad de Yale.

## Obras

#### Budismo sin creencias (1997)
La obra con la cual comenzó a delinear sus principales ideas sobre el budismo secular. Plantea una visión agnóstica acerca del karma y la reencarnación y rechaza la creencia de que no se puede ser budista sin aceptar estos dos postulados como verdades indiscutibles.

#### Confesiones de un ateo budista (2010)
Esta obra es en gran parte autobiográfica. Desarrolla además una biografía desmitologizada de Buddha Gautama basada en las más recientes investigaciones de carácter histórico sobre él, y también en los últimos desarrollos del análisis filológico de los textos del Canon Pali.

#### Después del budismo (2015)
Fruto de una investigación de varias décadas de pensar y practicar el dharma como un occidental moderno, este libro reúne una serie de hilos que ha explorado en escritos anteriores y aborda la cuestión de cómo las enseñanzas de esta antigua religión asiática podrían hablar de la condición de nuestra era secular. Este nuevo trabajo es un intento de recuperar lo verdaderamente original de la visión del Buda y de adquirir una mejor comprensión del hombre mismo. Sostiene que los estudios recientes nos brindan una imagen más clara del mundo histórico en el que vivió Gotama y una visión más crítica de los primeros discursos. Juntos, estos permiten la posibilidad de repensar el dharma.
Elogio de la soledad (2020)
Este libro comprende una serie de ensayos cortos entretejidos en torno a la  temática de la soledad. Hay discusiones sobre sus experiencias de soledad (como retiros solitarios), de sus experiencias continuas de meditación, de tomar ayahuasca, de artistas, de experiencias del budismo asiático, de Buda y de la vida y escritos de Montaigne.Estos nos brindan diferentes ángulos experienciales, no solo sobre las personas que están solas, sino sobre el arte. de soledad, que se reduce a la práctica de trabajar con los propios estados sin reactividad. Uno no tiene que estar literalmente solo para practicar este arte.
Un tema recurrente es también los "Cuatro Ochos", una sección del Sutta Nipata del Canon Pali, que Stephen Batchelor cree que es uno de los textos budistas más antiguos y auténticos, que lo lleva a uno al corazón de las ideas prácticas del budismo de una manera libre de agregados posteriores. Batchelor ofrece su propia traducción de estos versos.

## Diez guías del dharma secular
Estas diez guías, o tesis, redactadas por Batchelor, ayudan a entender su posición en relación con el concepto de Budismo Secular. Fueron formuladas, según él, para definir un tipo de espacio budista secular formado por individuos y grupos en diversas partes del mundo comprometidos con la práctica del dharma pero sin estar afiliados a ninguna escuela tradicional budista .
1. Un budista secular es alguien comprometido con la práctica del dharma tan solo en beneficio de este mundo.
2. La práctica del dharma consiste en cuatro tareas: abrazar el sufrimiento, soltar la reactividad, contemplar el cese de la reactividad y cultivar una forma integrada de vida.
3. Todos los seres humanos, con independencia de su genero, raza, orientación sexual, discapacidad, nacionalidad y religión, pueden practicar estas cuatro tareas. Cada persona, en cada momento, tiene el potencial de ser más despierto, receptivo y libre.
4. La práctica del dharma tiene que ver tanto con cómo uno habla, actúa y trabaja en el ámbito público como en el modo en que realiza ejercicios espirituales en privado.
5. El dharma atiende las necesidades de las personas en momentos y lugares específicos. Cada forma que asume el dharma es una creación humana transitoria, que depende de las condiciones históricas, culturales, sociales y económicas que la generaron.
6. El practicante honra las enseñanzas del dharma que se han transmitido a través de diferentes tradiciones, mientras busca ponerlas en práctica de manera creativa en formas apropiadas para el mundo actual.
7. La comunidad de practicantes está formada por personas autónomas que se apoyan mutuamente en el cultivo de sus respectivos caminos. En esta red de personas con ideas afines, los miembros respetan la igualdad de todos los miembros mientras honran el conocimiento y la experiencia específicos que cada persona aporta.
8. Un practicante está comprometido con una ética del cuidado, basada en la empatía, la compasión y el amor por todas las criaturas que han evolucionado en este planeta.
9. Los practicantes buscan comprender y disminuir la violencia estructural de las sociedades e instituciones, así como las raíces de la violencia que están presentes en ellos mismos.
10. Un practicante del dharma aspira a fomentar una cultura del despertar que encuentra su inspiración en fuentes budistas y no budistas, religiosas y seculares por igual.

#### En inglés
- Batchelor, Stephen (editor). The Jewel in the Lotus: A Guide to the Buddhist Traditions of Tibet. Wisdom Publications,  1986. ISBN 0-86171-048-7.
- Batchelor, Stephen. The Tibet Guide. Foreword by the Dalai Lama. Wisdom Publications, 1987. ISBN 0-86171-046-0. (Revised edition: The Tibet Guide: Central and Western Tibet. Wisdom Publications, 1998. ISBN 0-86171-134-3.)
- Batchelor, Stephen. The Faith to Doubt: Glimpses of Buddhist Uncertainty. Parallax Press, 1990. ISBN 0-938077-22-8.
- Batchelor, Stephen. Alone with Others: An Existential Approach to Buddhism. Foreword by John Blofeld. Grove Press, 1983 ISBN 0-8021-5127-2.
- Batchelor, Stephen. The Awakening of the West: The Encounter of Buddhism and Western Culture. Foreword by the Dalai Lama. Echo Point Books & Media, 2011. ISBN 0-9638784-4-1.
- Batchelor, Stephen. Buddhism Without Beliefs. Riverhead Books, 1997. ISBN 1-57322-058-2.
- Batchelor, Martine. Meditation for Life. Photography by Stephen Batchelor. Wisdom Publications, 2001. ISBN 0-86171-302-8.
- Batchelor, Stephen. Living with the Devil: A Meditation on Good and Evil.. Penguin Books/Riverhead Books, 2005. ISBN 1-59448-087-7.
- Batchelor, Stephen. Confession of a Buddhist Atheist. Random House, 2010. ISBN 0-385-52706-3.
- Kusan Sunim.  The Way of Korean Zen. Translated by Martine Fages Batchelor. Edited with an introduction by Stephen Batchelor. Weatherhill, 1985.  ISBN 0-8348-0201-5. (2nd Revised Edition: Weatherhill, 2009. ISBN 1-59030-686-4.)
- Mackenzie, Vicki. "Life as a Question, Not as a Fact: Stephen Batchelor – author, teacher and skeptic." Why Buddhism? Westerners in Search of Wisdom. HarperCollins, 2003. ISBN 0-00-713146-1. pp. 142–62.
- Watson, Gay, Stephen Batchelor and Guy Claxton (editors). The Psychology of Awakening: Buddhism, Science, and Our Day-to-Day Lives. Weiser Books, 2000. ISBN 1-57863-172-6.
- Batchelor, Stephen. "A Secular Buddhism". Journal of Global Buddhism 13 (2012):87-107
- Batchelor, Stephen. After Buddhism: Rethinking the Dharma for a Secular Age. Yale University Press, 2015.
- Batchelor, Stephen. Secular Buddhism: Imagining the Dharma in an Uncertain World. Yale University Press, 2017. ISBN 978-0-300-22323-1
- Batchelor, Martine and Batchelor, Stephen. What is this? Ancient questions for modern minds. Tuwhiri, 2019. ISBN 978-0-473-47497-3
- Batchelor, Stephen. The Art of Solitude. Yale University Press, 2020. ISBN 0300250932

#### Traducciones
- Shantideva. A Guide to the Bodhisattva's Way of Life.  Translated by Stephen Batchelor. Library of Tibetan Works and Archives, 1979. ISBN 81-85102-59-7.
- Rabten, Geshé. Echoes of Voidness. Translated and edited by Stephen Batchelor. Wisdom Publications, 1983. ISBN 0-86171-010-X
- Rabten, Geshé. Song of the Profound View. Translated and annotated by Stephen Batchelor. Wisdom Publications, 1989. ISBN 0-86171-086-X.
- Batchelor, Stephen. Verses from the Center: A Buddhist Vision of the Sublime. Riverhead Books, 2001. ISBN 1-57322-876-1.  This is a translation of the Mūlamadhyamakakārikā (Fundamental Verses on the Middle Way) by Nagarjuna.

#### En español
- Batchelor, Stephen. Solo Con Los Demas - Un Acercamiento Existencial Al Budismo. Amara. 2000. ISBN-10: 8495094045. (Traducción: Isidro Gordi)
- Batchelor, Stephen. Budismo sin creencias. Gaia Ediciones. 2008. ISBN-10: 8484451534.  (Traducción: José Ignacio Moraza)
- Batchelor, Stephen. Confesiones de un ateo budista. 2012. La Llave. ISBN: 9788495496836. (Traducción: Fernando Mora Zahonero, David González Raga)
- Batchelor, Stephen. Después del budismo. Kairos. 2017. ISBN: 9788499885742. (Traducción: Fernando Mora Zahonero, )
- Batchelor, Stephen.Elogio de la soledad. Urano. 2021. ISBN: 9789507883354. (Traducción:Victoria Horrillo )